# Pete Shelley
Peter Campbell McNeish (Leigh, Inglaterra; 17 de abril de 1955-Tallin, Estonia; 6 de diciembre de 2018), más conocido por su nombre artístico Pete Shelley, fue un músico británico, guitarrista, vocalista y compositor principal de la banda punk Buzzcocks, que fundó en 1976 junto a Howard Devoto.

## Biografía
Shelley nació hijo de Margaret y John McNeish en el 48 de la calle Milton de la localidad de Leigh, una localidad del municipio de Wigan en el Gran Mánchester. Su madre era ex molinera y su padre fue operario de la minera Astley Green Colliery. Tenía un hermano menor, Gary.
Antes de formar Buzzcocks, McNeish estudiaba filosofía y humanidades con su compañero Howard Trafford y trabajaba como operador de computadoras. Musicalmente ya había tenido experiencia, pues en 1974 grabó un material de tipo Krautrock, que llegó a sacar a la venta en disco LP de vinilo en 1981 con el nombre de Sky Yen y ya bajo el nombre de Pete Shelley, y había integrado diferentes bandas de heavy metal.

### Buzzcocks
En sus primeros días con Buzzcocks, Shelley tocaba una guitarra de marca Starway, con la cual grabó el primer disco lanzado por la banda, el EP Spiral Scratch. Después, fue dejando de usar el modelo. La guitarra es conocida por haber sido usada por él, y está siendo relanzada con la firma del mismo Shelley por la marca Eastwood.

### Carrera solista
Luego de la separación de Buzzcocks, Shelley se dedicó a su carrera como solista. Editaría discos de música synth pop, como lo harían muchos contemporáneos suyos como John Foxx o Gary Numan.

### Reformación de Buzzcocks
Se reuniría con Buzzcocks nuevamente en 1989.

## Vida personal y muerte
Shelley era abiertamente bisexual. Se casó en 1991 y se divorció en 2002. Tuvo un hijo en 1993. Se mudó a Tallin, Estonia en 2012 con su segunda esposa Greta, de nacionalidad estonia, en busca de un lugar menos ajetreado que Londres para vivir. Allí falleció de un supuesto ataque al corazón el 6 de diciembre de 2018.